# Gran Premio Miguel Induráin
El Gran Premio Miguel Induráin o G. P. Miguel Induráin es una carrera profesional de ciclismo en ruta como una clásica ciclista. Toma su nombre en homenaje al ciclista navarro pentacampeón del Tour de Francia, Miguel Induráin.
Nació en el año 1951 y desde el año 2005 perteneció a los Circuitos Continentales UCI formando parte del UCI Europe Tour, hasta el año 2006 fue catalogada como categoría 1.1 y después de ese año en 2007 pasó a la categoría 1.HC (máxima categoría de esos circuitos), pero nuevamente desde el año 2013 descendió de nuevo a la categoría 1.1 donde se mantuvo hasta 2019. En 2021, tras no celebrarse en 2020, estrenó la categoría 1.Pro tras haber entrado a formar parte del calendario UCI ProSeries.
La carrera históricamente ha tenido diferentes denominaciones, alternando nombres de un año para otro, pero desde 1999 se mantiene el nombre actual de una forma regular. Los únicos años en los que no se ha disputado la prueba fue en el año 1984 y 1986, por falta de presupuesto. En 2006 se cambió el final llano en el centro de Estella por uno en alto en la Basílica de Nuestra Señora del Puy, también en Estella.
El evento es organizado por el Club Ciclista Estella.
En la actualidad, el corredor con más victorias es Hortensio Vidaurreta, quién tiene el récord de victorias con cuatro, obteniendo tres de ellas de manera consecutiva.

## Palmarés

### Campeonato Vasco-Navarro de Montaña
| Año                                 | Ganador                | Segundo                   | Tercero               |
| ----------------------------------- | ---------------------- | ------------------------- | --------------------- |
| Campeonato Vasco-Navarro de Montaña |                        |                           |                       |
| 1951                                | Hortensio Vidaurreta   |                           |                       |
| 1952                                | Hortensio Vidaurreta   | Julián Aguirrezabal       | Manuel Aizpuru        |
| 1953                                | Hortensio Vidaurreta   | Gabriel Company           | Salvador Botella      |
| 1954                                | Miguel Vidaurreta      | Cosme Barrutia            | Jesús Moriones        |
| 1955                                | Jesús Galdeano         | Andrés Trobat             | José Escolano         |
| 1956                                | Antonio Ferraz         | Vicente Iturat            | Hortensio Vidaurreta  |
| 1957                                | Miguel Chacón          | Carmelo Morales Erostarbe | Vicente Iturat        |
| Campeonato de España de Montaña     |                        |                           |                       |
| 1958                                | Bernardo Ruiz          | Gabriel Company           | Aniceto Utset         |
| Campeonato Vasco-Navarro de Montaña |                        |                           |                       |
| 1959                                | Miguel Pacheco         | Antonio Karmany           | Antonio Bertrán       |
| Campeonato de España de Montaña     |                        |                           |                       |
| 1960                                | Antonio Jiménez Quiles | Ángel Rodríguez López     | Benigno Azpuru        |
| Campeonato Vasco-Navarro de Montaña |                        |                           |                       |
| 1961                                | José Pérez Francés     | Antonio Gómez del Moral   | Angelino Soler        |
| 1962                                | Juan Belmonte          | José Martín Colmenarejo   | Antonio Bertrán       |
| 1963                                | José Pérez Francés     | Antón Barrutia            | Carlos Echeverría     |
| 1964                                | Patxi Gabica           | Eusebio Vélez             | José Pérez Francés    |
| 1965                                | Eusebio Vélez          | Valentín Uriona           | Francisco López Muñoz |
| 1966                                | Carlos Echeverría      | Valentín Uriona           | Manuel Martín Piñera  |

Trofeo Jesús Galdeano
1962  Miguel Pacheco  Angelino Soler  Eusebio Vélez

### Trofeo Gobierno de Navarra y Gran Premio Miguel Induráin
| Año                               | Ganador                        | Segundo                        | Tercero                    |
| --------------------------------- | ------------------------------ | ------------------------------ | -------------------------- |
| Campeonato de España de Montaña   |                                |                                |                            |
| 1967                              | Antonio Gómez del Moral        | Ginés García Perán             | José Pérez Francés         |
| Gran Premio Navarra               |                                |                                |                            |
| 1968                              | José Manuel López Rodríguez    | Luis Ocaña                     | Andrés Gandarias Albizu    |
| 1969                              | Gregorio San Miguel            | José Antonio González-Linares  | Nemesio Jiménez            |
| 1970                              | Antonio Gómez del Moral        | Carlos Echeverría              | Luis Zubero                |
| Campeonato de España de Montaña   |                                |                                |                            |
| 1971                              | Miguel María Lasa              | Txomin Perurena                | Pedro Torres Cruces        |
| Gran Premio Navarra               |                                |                                |                            |
| 1972                              | Vicente López Carril           | Miguel María Lasa              | José Luis Abilleira        |
| 1973                              | Txomin Perurena                | José Luis Abilleira            | Pedro Torres Cruces        |
| 1974                              | Miguel María Lasa              | Txomin Perurena                | Antonio Martos             |
| 1975                              | Agustín Tamames                | Jose Luis Viejo                | Txomin Perurena            |
| 1976                              | José Nazabal                   | Andrés Oliva                   | Manuel Esparza             |
| 1977                              | Vicente López Carril           | Enrique Cima                   | Francisco Javier Elorriaga |
| 1978                              | Miguel María Lasa              | Francisco Javier Elorriaga     | Enrique Cima               |
| 1979                              | Juan Fernández Martín          | Miguel María Lasa              | Faustino Rupérez           |
| 1980                              | Juan Fernández Martín          | Eulalio García                 | Miguel María Lasa          |
| 1981                              | Eulalio García                 | Miguel María Lasa              | Vicente Belda              |
| 1982                              | Pedro Muñoz                    | Juan Fernández Martín          | Marino Lejarreta           |
| 1983                              | Juan Fernández Martín          | José Luis Laguía               | Julián Gorospe             |
| 1984 edición no realizada         |                                |                                |                            |
| 1985                              | Celestino Prieto               | Fede Etxabe                    | Álvaro Pino                |
| 1986 edición no realizada         |                                |                                |                            |
| 1987                              | Miguel Induráin                | Iñaki Gastón                   | Fede Etxabe                |
| 1988                              | Pedro Delgado                  | Ángel Camarillo                | Marino Lejarreta           |
| Trofeo Comunidad Foral de Navarra |                                |                                |                            |
| 1989                              | Mariano Sánchez Martínez       | Fede Etxabe                    | Casimiro Moreda            |
| 1990                              | Pedro Delgado                  | Fede Etxabe                    | Marino Lejarreta           |
| 1991                              | Roland Le Clerc                | Peter Hilse                    | Víktor Klimov              |
| 1992                              | Julián Gorospe                 | Jean-François Bernard          | Víktor Klimov              |
| 1993                              | Johnny Weltz                   | Neil Stephens                  | José Ramón Uriarte         |
| 1994                              | Marino Alonso                  | Abraham Olano                  | José Ramón Uriarte         |
| 1995                              | Félix García Casas             | Miguel Ángel Peña Cáceres      | Juan Carlos Vicario        |
| 1996                              | Alex Zülle                     | Laurent Jalabert               | David García Markina       |
| 1997                              | Mikel Zarrabeitia              | Bingen Fernández               | David Etxebarria           |
| 1998                              | Paco Mancebo                   | Stefano Garzelli               | Davide Rebellin            |
| Gran Premio Miguel Induráin       |                                |                                |                            |
| 1999                              | Stefano Garzelli               | David Etxebarria               | Davide Rebellin            |
| 2000                              | Miguel Ángel Martín Perdiguero | Laurent Jalabert               | Ángel Vicioso              |
| 2001                              | Ángel Vicioso                  | David Etxebarria               | Paolo Lanfranchi           |
| 2002                              | Ángel Vicioso                  | Marcos Serrano                 | Mario Aerts                |
| 2003                              | Matthias Kessler               | Ángel Vicioso                  | David Etxebarria           |
| 2004                              | Matthias Kessler               | Miguel Ángel Martín Perdiguero | Daniele Righi              |
| 2005                              | Javier Pascual Rodríguez       | Alejandro Valverde             | Ángel Vicioso              |
| 2006                              | Fabian Wegmann                 | Andrea Moletta                 | Andri Hrivko               |
| 2007                              | Rinaldo Nocentini              | Joaquim Rodríguez              | Alejandro Valverde         |
| 2008                              | Fabian Wegmann                 | Michael Albasini               | Joaquim Rodríguez          |
| 2009                              | David de la Fuente             | Aleksandr Kolobnev             | Fabian Wegmann             |
| 2010                              | Joaquim Rodríguez              | Michel Kreder                  | Aleksandr Kolobnev         |
| 2011                              | Samuel Sánchez                 | Aleksandr Kolobnev             | Fabian Wegmann             |
| 2012                              | Dani Moreno                    | Mikel Landa                    | Ángel Madrazo              |
| 2013                              | Simon Špilak                   | Igor Antón                     | Peter Stetina              |
| 2014                              | Alejandro Valverde             | Tom Slagter                    | Serguéi Chernetski         |
| 2015                              | Ángel Vicioso                  | Ion Izagirre                   | Beñat Intxausti            |
| 2016                              | Ion Izagirre                   | Sergio Luis Henao              | Moreno Moser               |
| 2017                              | Simon Yates                    | Michael Woods                  | Sergio Luis Henao          |
| 2018                              | Alejandro Valverde             | Carlos Verona                  | Nick Schultz               |
| 2019                              | Jonathan Hivert                | Luis León Sánchez              | Sergio Higuita             |
| Edición cancelada                 |                                |                                |                            |
| 2021                              | Alejandro Valverde             | Alexéi Lutsenko                | Luis León Sánchez          |
| 2022                              | Warren Barguil                 | Aleksandr Vlásov               | Simon Clarke               |
| 2023                              | Ion Izagirre                   | Sergio Higuita                 | Mattias Skjelmose          |
| 2024                              | Brandon McNulty                | Maxim Van Gils                 | Oscar Onley                |
| 2025                              | Thibau Nys                     | Alex Molenaar                  | Andrea Bagioli             |

Nota: En la edición 2010, en principio el segundo fue Alejandro Valverde pero fue descalificado por su implicación en la "Operación Puerto" (ver Caso Valverde).

## Estadísticas

### Más victorias
| Ciclista                | Victorias | Años              |
| ----------------------- | --------- | ----------------- |
| Hortensio Vidaurreta    | 3         | 1951, 1952 y 1953 |
| Miguel María Lasa       | 3         | 1971, 1974 y 1978 |
| Juan Fernández Martín   | 3         | 1979, 1980 y 1983 |
| Ángel Vicioso           | 3         | 2001, 2002 y 2015 |
| Alejandro Valverde      | 3         | 2014, 2018 y 2021 |
| José Pérez-Francés      | 2         | 1961 y 1963       |
| Antonio Gómez del Moral | 2         | 1967 y 1970       |
| Vicente López Carril    | 2         | 1972 y 1977       |
| Pedro Delgado           | 2         | 1988 y 1990       |
| Matthias Kessler        | 2         | 2003 y 2004       |
| Fabian Wegmann          | 2         | 2006 y 2008       |
| Ion Izagirre            | 2         | 2016 y 2023       |

En negrilla corredores activos.

### Victorias consecutivas
- Tres victorias seguidas:
  -  Hortensio Vidaurreta (1951, 1952, 1953)

- Dos victorias seguidas:
  -  Miguel María Lasa (1979, 1980)
  -  Ángel Vicioso (2001, 2002)
  -  Matthias Kessler (2003, 2004)

## Palmarés por países
| País           | Victorias | Último vencedor           |
| -------------- | --------- | ------------------------- |
| España         | 56        | Ion Izagirre en 2023      |
| Alemania       | 4         | Fabian Wegmann en 2008    |
| Francia        | 3         | Warren Barguil en 2022    |
| Italia         | 2         | Rinaldo Nocentini en 2007 |
| Suiza          | 1         | Alex Zülle en 1996        |
| Dinamarca      | 1         | Johnny Weltz en 1993      |
| Eslovenia      | 1         | Simon Špilak en 2013      |
| Reino Unido    | 1         | Simon Yates en 2017       |
| Estados Unidos | 1         | Brandon McNulty en 2024   |
| Bélgica        | 1         | Thibau Nys en 2025        |